# Fausto Augusto de Aguiar
Fausto Augusto de Aguiar (Rio de Janeiro, 19 de dezembro de 1817 — 25 de fevereiro de 1890) foi um político brasileiro.
Foi deputado geral, presidente de província e senador do Império do Brasil de 1877 a 1889.
Foi presidente das províncias do Ceará, de 13 de maio de 1848 a 2 de agosto de 1850, e do Pará, de 13 de setembro de 1850 a 19 de agosto de 1852.